# Nieul-sur-Mer
Nieul-sur-Mer é uma comuna francesa na região administrativa da Nova Aquitânia, no departamento de Charente-Maritime. Estende-se por uma área de 10,96 km². Em 2010 a comuna tinha 5 864 habitantes (densidade: 535 hab./km²).